# Allerheiligen (Lülsfeld)

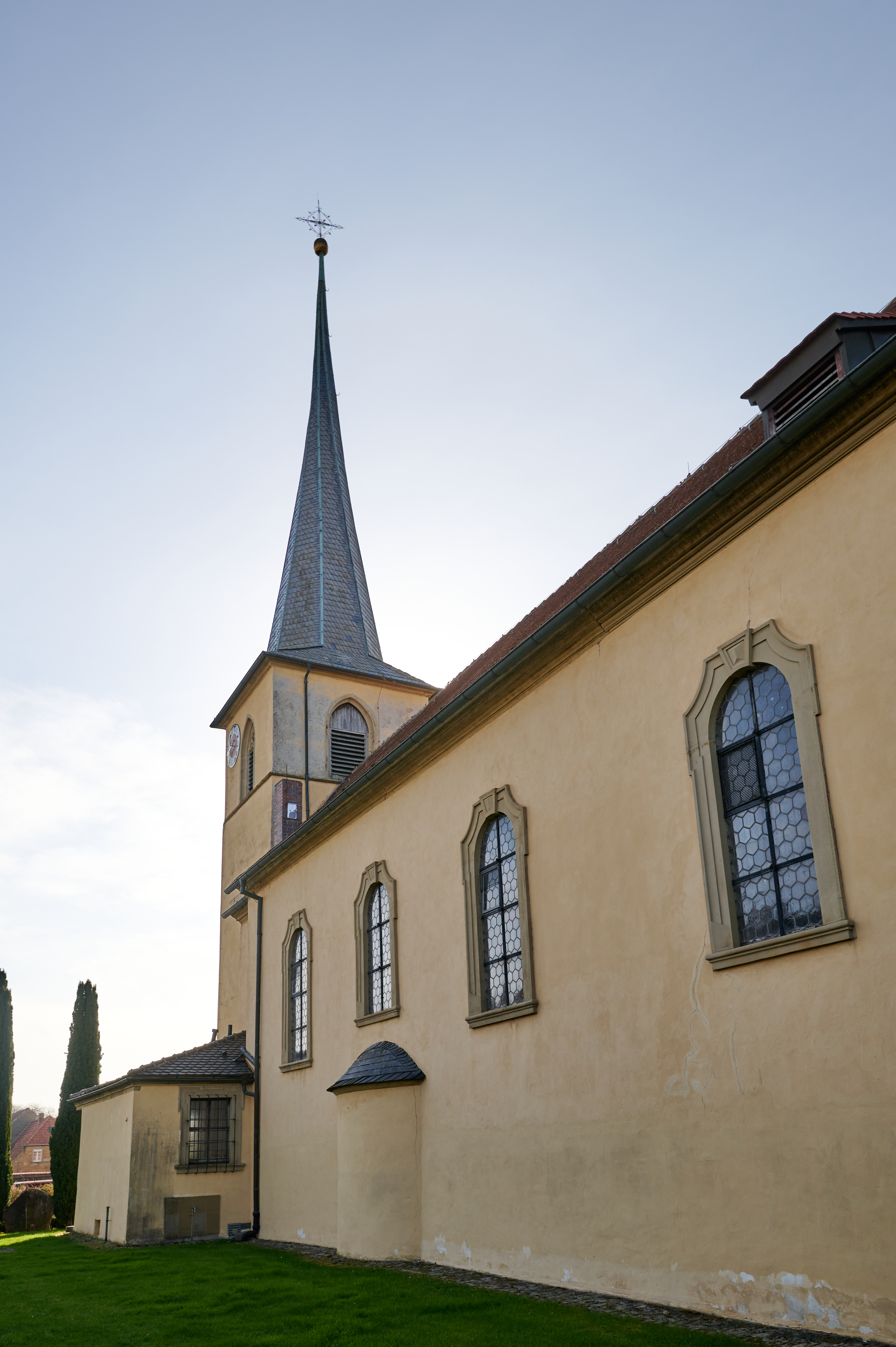
Allerheiligen in Lülsfeld

Die römisch-katholische, denkmalgeschützte Pfarrkirche Allerheiligen steht in Lülsfeld, einer Gemeinde im Landkreis Schweinfurt (Unterfranken, Bayern). Das Bauwerk ist unter der Denkmalnummer D-6-78-153-1 als Baudenkmal in der Bayerischen Denkmalliste eingetragen. Die Pfarrei gehört zur Pfarreiengemeinschaft St. Franziskus am Steigerwald (Gerolzhofen) im Dekanat Schweinfurt-Süd des Bistums Würzburg.

## Beschreibung
Die unteren Geschosse des Chorturms stammen aus dem 14. Jahrhundert. Als Julius-Echter-Turm wurde er 1690 um ein Geschoss aufgestockt, das die Turmuhr und den Glockenstuhl beherbergt, und mit einem achtseitigen, schiefergedeckten Knickhelm bedeckt. 1733 wurden das Langhaus gebaut, das außen mit einem Satteldach bedeckt und innen mit einer Flachdecke überspannt ist. Zwischen dem Langhaus und dem Julius-Echter-Turm wurde ein neuer Chor eingefügt.
Aus dieser Zeit stammt auch die Kirchenausstattung. Die 1960 von Franz Heißler gebaute Orgel auf der Empore hat 18 Register, zwei Manuale und ein Pedal.